# Isohypsibius qinlingensis
Espèce
Isohypsibius qinlingensis est une espèce de tardigrades de la famille des Isohypsibiidae.

## Distribution
Cette espèce est endémique du Shaanxi en Chine. Elle se rencontre dans les monts Qinling.

## Étymologie
Son nom d'espèce, composé de qinling et du suffixe latin -ensis, « qui vit dans, qui habite », lui a été donné en référence au lieu de sa découverte, les monts Qinling.

## Publication originale
- Li, Wang & Yu, 2005 : Isohypsibius qinlingensis sp. nov. (Tardigrada, Hypsibiidae) from China. Zootaxa, no 980, p. 1-4.